# نقافة

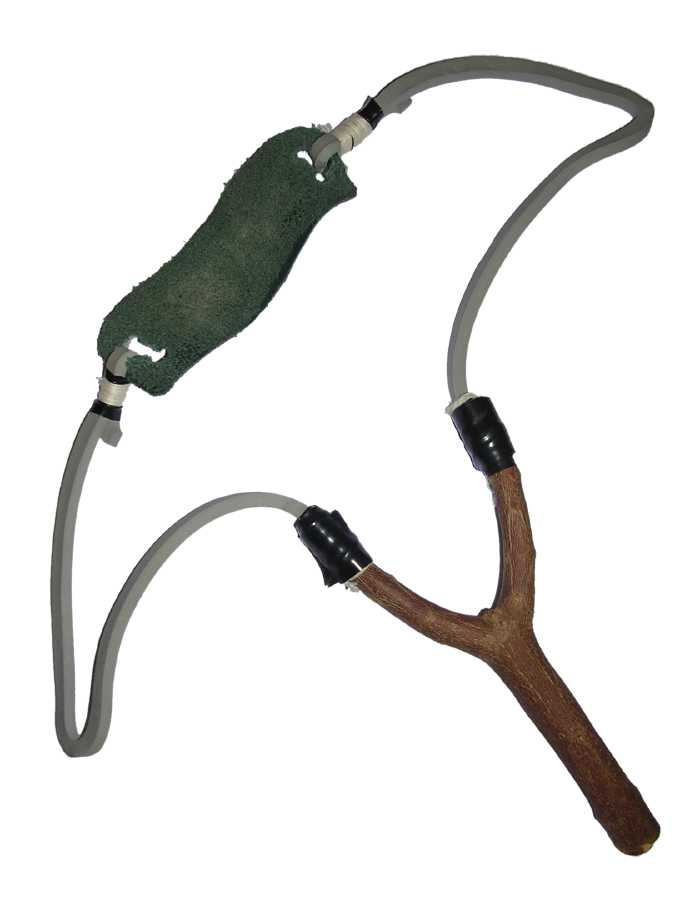
نقافة بسيط

النَّقَّافة أو المِرْجام سلاح يتكون من قبضة ينبثق منها عمودان على شكل Y حيث يركب عليهما شريطان مطاطيان تربط بينهما قطعة مربعة على شكل مستطيل تكون غالبا من الجلد، ولإستعماله توضع قذيفة ( حجر صغير أو كرة حديدية صغيرة) داخل القطعة الجلدية المستطيلة التي يتم جذبها إلى الوراء لتمديد الشريط المطاطي ثم يتم إطلاقها لإصابة الهدف من بعيد، ويستعمل هذا السلاح بشكل واسع لصيد الطيور والحيوانات الصغيرة كما يمكن أن يستعمل بهدف الإسمتاع برياضة إصابة الأهداف وقد يستعمله بعض الأشخاص لأغراض تخريبية.
ويعود أصل هذا السلاح على الأرجح إلى القرن 19 حيث كان أول ظهور للشرائط المطاطة القوية وذلك مع ابتكار تشارلز جوديير للمطاط المبركن سنة 1839 ( براءة الاختراع في 1844 ).

## معرض صور

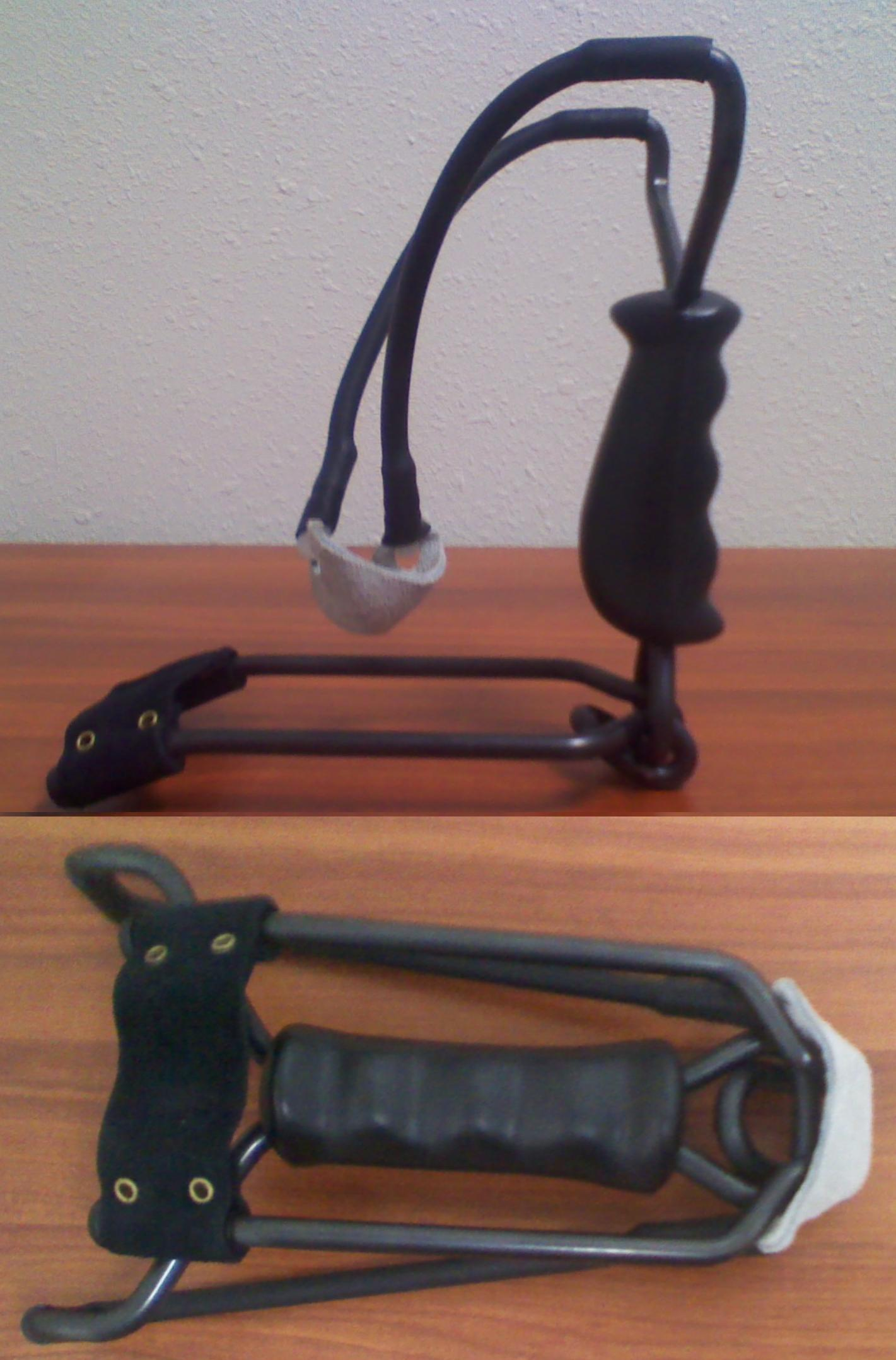
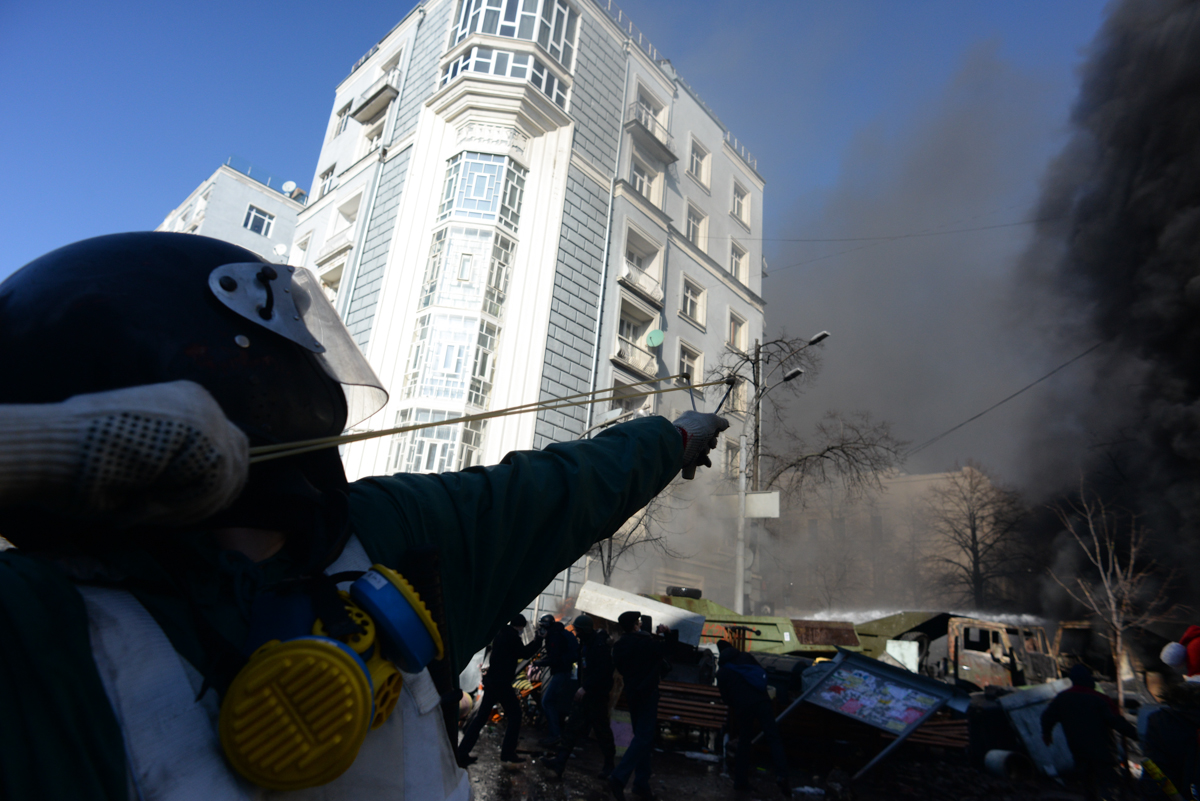
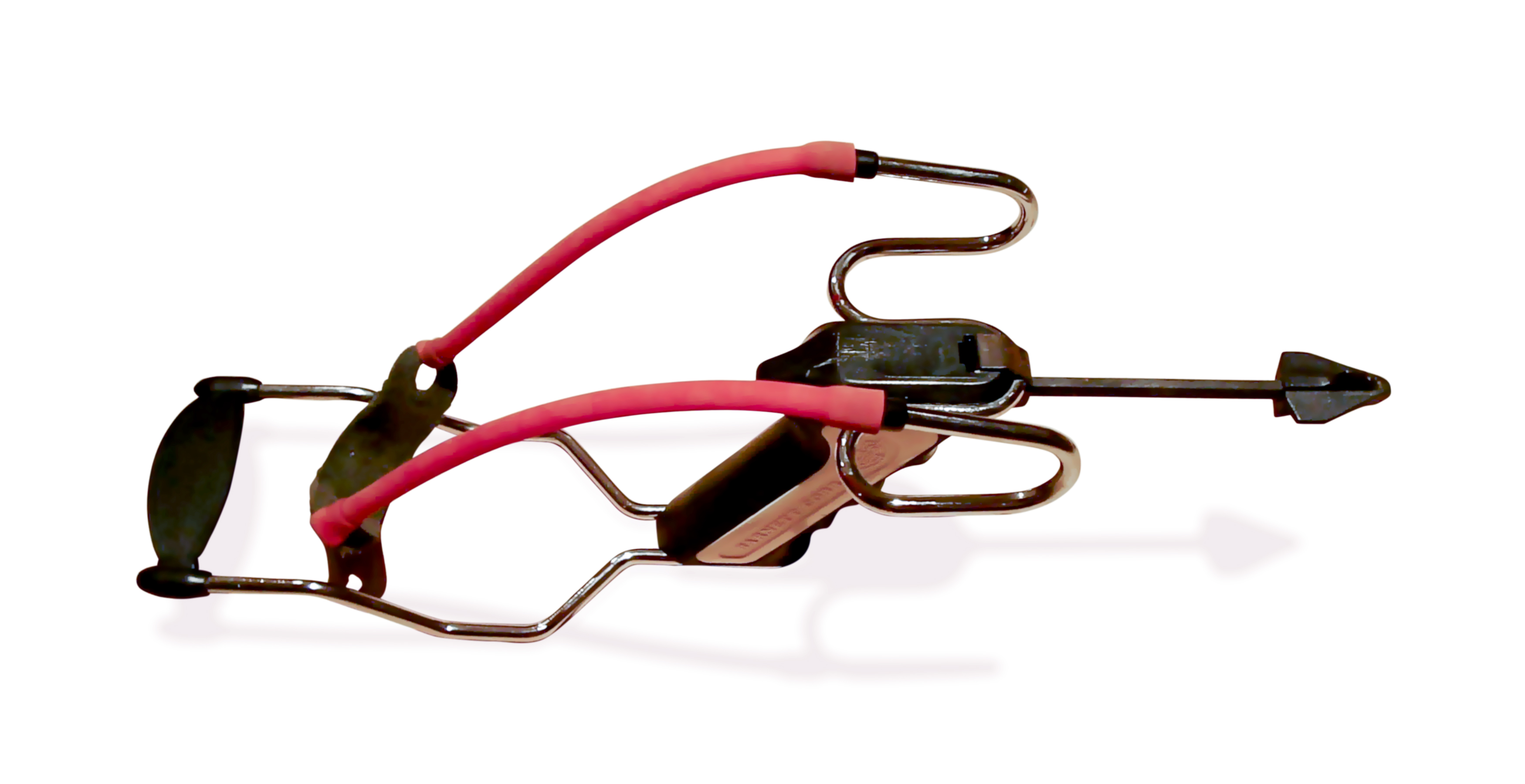

## وصلات خارجية
- http://slingshotforum.com